# Power Broker
Curtiss Jackson, alias le Power Broker (parfois traduit en Vendeur de pouvoir ou Marchand de pouvoir en VF) est un super-vilain évoluant dans l'univers Marvel de la maison d'édition Marvel Comics. Créé par le scénariste Roger Stern et le dessinateur Sal Buscema, le personnage de fiction apparaît pour la première fois sous l’identité de Curtiss Jackson dans le comic book Machine Man (vol. 1) #6 en septembre 1978, alors un personnage créé par Jack Kirby.
Une société de l’univers Marvel se nomme « Power Broker, Inc. ». Elle apparaît pour la première fois dans la série sur la Chose, The Thing #35 en mai 1986, où apparaît le personnage en tant que Power Broker.
Un second Power Broker apparaît dans le comic book Avengers: The Initiative Annual #1 en janvier 2008, créé par le scénariste Dan Slott et l'artiste Christos Gage (en).
Dans l'univers cinématographique Marvel, le Power Broker est incarné par le personnage de Sharon Carter, interprété par l'actrice Emily VanCamp.

## Création du personnage
Le concept du « Power Broker » de l'univers Marvel a été conçu initialement par Mark Gruenwald, comme une satire sur l'obsession du public pour la santé et la forme physique.

## Biographie du personnage

### Origines
Curtiss Jackson naît à Charlotte, en Caroline du Nord. Il devient un criminel professionnel au service de la Corporation. Il tente de contrôler Machine Man puis affronte Captain America, le Faucon et Hulk, sans succès.
L'argent gagné pendant sa carrière lui permet de fonder sa propre société, « Power Broker Inc. » Il engage le docteur Karl Malus et se sert d'une technologie avancée pour accroître les capacités physiques de ses clients. Mais l'entreprise garde secret le fait que la moitié des sujets meurent au cours de la tentative.
Malus et la compagnie trompent de nombreux patients en leur faisant croire qu'un placebo était nécessaire au maintien de la force surhumaine octroyée (ce qui était faux, il s'agissait d'une drogue les rendant dépendants).
De nombreux catcheurs de l'Unlimited Class Wrestling Federation (en) (UCWF) utilisèrent les services du Power Broker, se retrouvant endettés jusqu'au cou. Jackson est aussi responsable de l'augmentation physique de Battlestar et U.S. Agent.

### Parcours
Le Power Broker, quand il offrit une force surhumaine à Sharon Ventura, la viola durant la procédure. Elle réussit à s'échapper avant que Malus ne puisse la rendre dépendante ; aussi, Jackson lança ses « Grapplers » à ses trousses. Plus tard, il kidnappa Demolition Man et affronta de nouveau Captain America et le Suaire venus le libérer.
Quand sa société est la cible de Scourge, Jackson subit lui-même un processus d'augmentation physique, mais il obtient alors une musculature tellement imposante qu'il ne peut plus bouger. Profitant de la situation, Malus fait chanter une ancienne patiente, Vagabond (en), pour que cette dernière dérobe les travaux de Jackson. La jeune femme retourne la situation et détruit les fichiers du Power Broker, tout en injectant la drogue de dépendance à Malus. Pour se venger de la trahison de Malus, le Power Broker lui brise les jambes mais continue toutefois de l'employer.
Ils affrontent ensuite Battlestar et U.S. Agent, ceux-ci forçant le Power Broker à leur rendre leur force surhumaine. US Agent détruit ensuite le laboratoire, laissant Jackson dans un état sur-augmenté. 
On retrouve ensuite Jackson travaillant pour le compte de Crâne rouge. Il perd peu à peu sa musculature hypertrophiée et retrouve une apparence normale.

### Maximum Security
Durant le crossover Maximum Security (en), Curtiss Jackson devient par accident l'hôte d'un parasite télépathe, ce qui lui permet de devenir le maître de nombreux prisonniers aliens échoués sur Terre. Il est de nouveau vaincu par U.S. Agent.

### Mort
Les plans du Power Broker échouent finalement quand il est tué par Frank Castle (le Punisher) lorsque celui-ci reprend son rôle de Power Broker pour infiltrer son organisation à Long Island,.

## Pouvoirs et capacités
Curtiss Jackson ne disposait à l'origine d’aucun super-pouvoir. Par la suite, après s’être soumis de lui-mème au processus d’augmentation artificielle créé par sa société, il a acquis une force et une résistance physique surhumaines. Cependant, la croissance de ses muscles était telle qu’il lui était impossible de plier ses articulations, ce qui rendait sa force surhumaine inutile en l’absence d’aide extérieure. 
En complément de ses pouvoirs, Curtiss Jackson a obtenu un diplôme d'administration des affaires (MBA) et possède de solides connaissances techniques, ainsi qu'en chimie. C'est aussi un administrateur et un manipulateur doué.
- Exposé à ses propres expériences d'augmentation physique, le Power Broker possédait une force et une résistance physique surhumaines. Il pouvait alors soulever quelques tonnes.
- Après sa transformation physique, Curtiss Jackson s'équipa un exosquelette lui permettant de se déplacer malgré sa musculature hypertrophiée. Ce dispositif lui permettait également de voler dans les airs et était équipé d’armes, comme des griffes tranchantes ou des lasers[1].
- Après avoir perdu ses capacités physiques surhumaines, il se fit plus tard infecter volontairement par un parasite (à l’origine imprécise), ce qui lui permettait, au travers de la progéniture du parasite, de contrôler mentalement les autres individus imprégnés par celle-ci. Il a ensuite été purgé de ce parasite, retrouvant alors un état physique sans capacités surhumaines[1].

Son successeur est capable de projeter des décharges énergétiques à partir de ses mains. Il est possible que cette faculté provienne de son uniforme et qu'elle ne soit pas un pouvoir propre à lui-même.

## Power Broker Inc.
Power Broker, Inc. est une société criminelle fictive de l'univers Marvel qui offre à des individus des capacités physiques surhumaines moyennant un certain prix. L'organisation a été créée par Mike Carlin et Paul Neary.

### Histoire de l'organisation fictive
Power Broker Inc. a été fondée par Curtiss Jackson et Karl Malus. Power Broker Inc. se spécialise dans l'augmentation des forces de toute personne à un niveau surhumain. Lorsque Curtiss a été tué par le Punisher, le deuxième Power Broker a pris le relais.

## Apparitions dans d'autres médias
Dans l'univers cinématographique Marvel, le Power Broker est incarné par le personnage de Sharon Carter (interprété par l'actrice Emily VanCamp).
Dans la série télévisée Falcon et le Soldat de l'Hiver, Sharon Carter (la nièce de Peggy Carter), une ancienne agente de la CIA en cavale depuis les événements de Captain America: Civil War, est installée à Madripoor (en). L'identité secrète de l'ex-agente est révélée dans le sixième et dernier épisode de la série.